# Глуск (гмина)
Глуск (пол. Głusk) — сельская гмина (волость) в Польше, входит как административная единица в Люблинский повет, Люблинское воеводство. Население — 6967 человек (на 2004 год).

## Соседние гмины
1. Гмина Яблонна
2. Люблин
3. Гмина Мелгев
4. Гмина Пяски
5. Гмина Неджвица-Дужа
6. Гмина Стшижевице
7. Свидник